# Horacianes
Horacianes és un dels llibres de poemes més característics i celebrats de Miquel Costa i Llobera. Publicat el 1906, consisteix en un conjunt de poemes dedicats al poeta llatí Horaci.

## Història
El poeta Miquel Costa i Llobera es va formar en la lectura dels clàssics, especialment dels mestres Horaci i Virgili. Amb un llenguatge molt acurat, el poeta mallorquí tractaria amb rigor les formes literàries clàssiques.
En 1879, el jove poeta va compondre la seva cèlebre oda A Horaci, que més tard publicaria dintre de Horacianes. En aquella època, li va enviar l'oda a Ramon Picó i Campamar i Antoni Rubió i Lluch, a la recerca de comentaris. Va ser aquest últim qui va emetre un judici més favorable. A més a més, providencialment, Rubió i Lluch li va enviar l'oda al seu amic comú Marcelino Menéndez y Pelayo, el qual decidiria incloure-la en el seu llibre Horacio en España, afirmant que l'oda del jove poeta mallorquí era una de les odes sàfiques més pures i curoses del seu temps.
Durant els següents anys de maduresa, Costa i Llobera seguiria component diverses odes, fins a un total de setze que componen el poemari. Així fou com en l'any 1906, el poeta va publicar la seva col·lecció de poemes, anomenada Horacianes, en clar homenatge al poeta llatí Horaci. En el pròleg del poemari, Costa i Llobera destacaria estar animat per l'impuls de l'insigne Menéndez Pelayo, per les mostres del novell helenisme italià, i singularment per l'exemple domèstic que havia deixat la temptativa d'en Cabanyes.

## Estructura
El llibre consta d'un total de setze poemes o odes. Quant al mecanisme de la versificació, les odes intenten reproduir els metres de la lírica grega i romana.
Costa i Llobera era conscient que les llengües neollatines no admetien el sistema de peus mètrics, fundat en la distinció de síl·labes llargues i breus. Per tant, el poeta va procurar fer una certa aproximació als versos i les estrofes de l'antiga lira clàssica, servint-se de la versificació purament rítmica de síl·labes tòniques i àtones, propia del català en que l'accent tònic vibra viu i poderós. Així, per a acostar-se al trimetre iàmbic va servir-se del vers d'onze sílabes, i per a imitar el dimetre el vers de set amb final esdrúixola. Amb la mateixa final el vers bipartit català de 10 síl·labes va donar-li una aproximació al vers asclepiàdic. L'estrofa sàfica ja estava admesa, i Costa i Llobera sols va procurar caracteritzar-la més distintament. Les majors innovacions principals del poeta foren les estrofes alcàiques i les asclepiadi-glicòniques.
El propi poeta afegia al pròleg del seu llibre que convenia demostrar que la llengua catalana servia per a tot, "si la volem enaltir com idioma literari. Bé està que nostres poetes continuin servint-se'n versificant en les formes populars i nostrades, de les quals ha produit tan bell esplet la renaxensa. Però, no està de més que qualqun intenti l'introducció de formes nobles i gentils aquí no usades, majorment ara que s'introdueix tota mena de versificació, fins a la més amorfa".
Tal fou el magne objectiu del poeta Costa i Llobera en el seu celebrat llibre de poemes.